# Florence Mills
Florence Mills (Washington D. C., 25 de febrero de 1896-Nueva York, 1 de noviembre de 1927), también conocida como La reina de la felicidad (en inglés "Queen of happiness") fue una cantante, bailarina y actriz de teatro estadounidense. Era famosa por su delicada voz y su encantadora belleza.

## Biografía
Nacida de padres antiguos esclavos en Washington D. C. en 1896, empezó a actuar desde niña acompañando a sus dos hermanas mayores, Olivia y Maude. En algunas ocasiones formaron un número de vodevil llamado Las hermanas Mills. Sus hermanas dejaron la interpretación pero Florence siguió intentando hacerse una carrera en el teatro y los musicales. Se unió a otras tres bailarinas formando el grupo The Panama Four, que tuvo un discreto éxito.
En 1917 se unió al show The Tennessee Ten donde conoció a Ulysses "Slow Kid" Thompson con quien se casó en 1921. Se hizo más famosa cuando actuó en el musical Shuffle Along (1921) en Broadway, uno de los que influyeron en el renacimiento de Harlem. El musical viajó por Europa —Londres, París, Ostende, Liverpool...— recibiendo buenas críticas.
Posteriormente, el productor de Broadway Lew Leslie la contrató para el musical Blackbirds of 1928, el primer musical compuesto enteramente por cantantes afroamericanos, pero Mills falleció repentinamente por tuberculosis en 1927. Fue sustituida por Adelaide Hall.